# Herbert Bethge
Herbert Bethge (* 8. Juni 1939 in Sachsen-Anhalt) ist ein deutscher Staatsrechtslehrer und emeritierter Professor der Universität Passau.

## Werdegang
Nach dem Abitur 1958 flüchtete Bethge nach Westberlin. Dort studierte er Rechtswissenschaften an der Freien Universität Berlin bis 1964. Das Referendariat absolvierte er beim Kammergericht, wobei ihn Gaststationen zu den OLG-Bezirken Köln und Düsseldorf führten. 1968 erfolgte seine Promotion und 1976 seine Habilitation an der Universität zu Köln. 1977 wurde Bethge zum Wissenschaftlichen Rat und Professor ernannt. Zum Sommersemester 1978 übernahm er einen Lehrstuhl an der jungen Universität Passau und baute dort mit Kollegen die Juristische Fakultät auf. 1980 bis 1981 und 1998 bis 2000 war er Dekan der Juristischen Fakultät. Als Inhaber des Lehrstuhls für Staats- und Verwaltungsrecht sowie Wirtschaftsverwaltungsrecht und Medienrecht wurde er 2007 emeritiert.
Im September 2019 gehörte er zu den etwa 100 Staatsrechtslehrer, die sich mit dem offenen Aufruf zum Wahlrecht Verkleinert den Bundestag! an den Deutschen Bundestag wandten.

## Forschungsschwerpunkte
- Staatsrecht, insbesondere Grundrechte und Verfassungsgerichtsbarkeit
- Medienrecht
- Gerichtsverfahrensrecht mit Schwerpunkt auf der Verwaltungsgerichtsbarkeit
- Staatshaftungsrecht

## Schriften (Auswahl)
- Herbert Bethge, Der verfassungsrechtliche Status der Bayerischen Landeszentrale für neue Medien (BLM). 2. Auflage. Baden-Baden 2011, ISBN 978-3-8329-7010-9